# Liriomyza subasclepiadis
Liriomyza subasclepiadis är en tvåvingeart som beskrevs av Spencer 1986. Liriomyza subasclepiadis ingår i släktet Liriomyza och familjen minerarflugor.
Artens utbredningsområde är Washington. Inga underarter finns listade i Catalogue of Life.